# 바다의 지배자

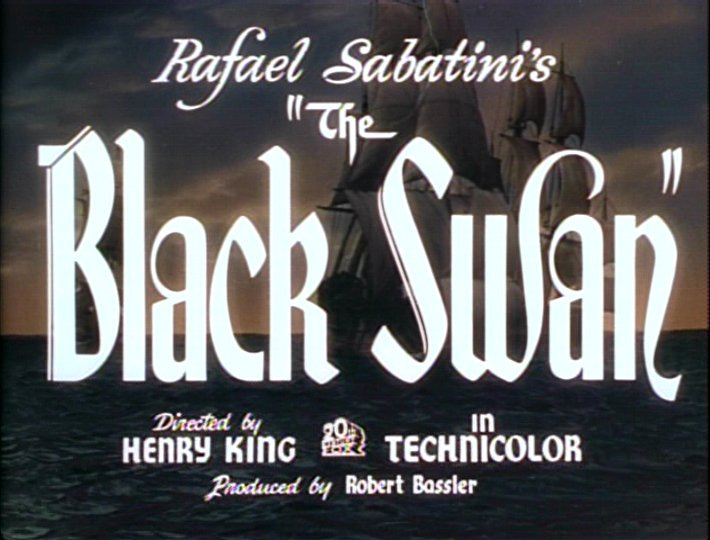

《바다의 지배자》(영어: The Black Swan)는 1942년에 개봉한 타이론 파워와 모린 오하라 주연의 미국 해적 영화이다.

## 한국판 성우진(KBS) (1988년 11월 27일)
- 송두석 - 지미(타이론 파워)
- 전기병 - 마거릿(모린 오하라)
- 온영삼 - 빌리(조지 샌더스)
- 김규식 - 로저(에드워드 애슐리)
- 한상덕 - 헨리(레어드 크리가)
- 노민 - 토미(토머스 미첼)
- 조동희 - 해적(콘스탄틴 로마노프)
- 박제길 - 해적(존 버턴)
- 이호인 - 백작(포르투니오 보나노바)
- 신흥철 - 해적(앤서니 퀸)
- 장승길 - 덴비 경(조지 주코)

### KBS판 스태프
- 녹음기술 - 박영래, 심범선
- 음악 - 이남홍
- 효과 - 박인식
- 타이틀 - 우종만
- 사식 - 권도희
- 번역 - 정용운
- 녹음연출 - 김현준